# Girugamesh
Girugamesh (ギルガメッシュ , ibland skrivet girugämesh?) var ett japanskt metalband bildat 2003. Texterna är skrivna av sångaren, Satoshi, och kretsar kring ämnen som krig, fängelse, lögner och förräderi, medan musiken är komponerad av trummisen, Ryo.

## Historik
Bandet startade 2003 i en förort till Tokyo, även om 2004 kan ses som bandets riktiga start. Det var det året som bandet fick sin nuvarande sättning: Satoshi (sång, ex-Venom), Nii (gitarr), Shuu (basgitarr; innan Girugamesh var han roadie för Kagerou) och Ryo (trummor). Bandets första spelning var ett framträdande i Motoyawata ROUTE14 den 24 mars 2004. Samtidigt släppte bandet sin första demo, [Kosaki Uta] Kaijou Kata Enban. Bandet spelade vid denna tid ofta live. Under konserterna i augusti 2004 släppte de två gratisskivor, Jelato och Mikongyaku. Samma månad släppte de sin första maxisingel Kaisen Sengen Kikaku Kata Enban. Den nådde till 10:e platsen i Oricon indies lista. Under slutet av 2004 släppte bandet sin andra maxisingel, Kuukyo No Utsuwa Kyosaku Kata Enban. 
I februari 2005 gjorde Girugamesh en vinterturné som gick under namnet 2005 Fuyu No Yukidoke Tourou. Deras sista konsert var ett framträdande med HenzeL den 28 februari på Meguro Rock May Can. I mars 2005 kom en inspelning av alla deras livekonserter ut på DVD för första gången. Girugamesh förekom i samlingen KINDLING VOL.1. Den 15 april 2005 gjorde Girugamesh ett framträdande med Marusa. Konserten fick namnet Kaisen (Outbreak of War) och hölls på Takadanobaba AREA, och fem dagar senare släppte bandet en CD, Senyuu Kyoutou Uta. Bandet fortsatte spelandet och i maj 2005 släppte de redan sitt första minialbum, Goku Shohan Kata Enban. Den 29 maj började ännu en turné som pågick till den 17 juli med deras första enmansgig. Konserten på Meguro Rock May Can blev slutsåld. Den andra halvan av 2005 var rätt hektisk för bandet. I september släppte de en ny singel och i oktober började deras turné med Luvie. Turnén pågick i fjorton dagar och slutade med ett tvåmansframträdande.
I februari 2006 startade deras första enmansturné och i april släpptes deras nästa singel. Bandets popularitet växte och i september släppte de sitt första fullängdsalbum, 13's reborn. De tog även tillfället i akt att släppa sin första PV med en sång från det albumet, Owari To Mirai. 
Girugamesh sista spelning på fazetour 2007-volcano var satt till den 15 juli 2007 på SHIBUYA DESEO, men då biljetterna blev slutsålda direkt så utökade de med en sista spelning 16 juli 2007 på samma ställe som också blev utsåld.
Redan dagen efter, 17 juli 2007 släppte de ett minialbum som heter Reason of Crying. Albumet släpptes aldrig utanför Japan, men låtarna återfinns på albumen Girugamesh och MUSIC.

## Medlemmar
Senaste medlemmar
- Satoshi (左迅?) – sång, sångtexter (2003–2016)
- Nii (弐?) – sologitarr, rytmgitarr (2003–2016)
- Shuu (愁?) – basgitarr, bakgrundssång (2003–2016)
- Яyo (亮?) – trummor (2003–2016)

Tidigare medlemmar
- Cyrien (Tora) – sång (2003, är nu med Sel'm)
- Hotaru – gitarr (2003–2004)

## Diskografi

### Studioalbum
- 13's Reborn (27 september 2006)
- Girugamesh (26 december 2007)
- Music (5 november 2008)
- Now (16 december 2009)
- Go (26 januari 2011)
- Monster (27 november 2013)

### Singlar
- "Jelato" (3 augusti 2004)
- "Midnight" (2004)
- "Kaisen Sengen -Kikaku Gata Enban-" (15 augusti 2004)
- "Mikongyaku" (24 augusti 2004)
- "Kuukyo no Utsuwa -Kyosaku Gata Enban-" (25 december 2004)
- "Kosaki Uta -Kaijou Gata Enban-" (8 februari 2005)
- "Senyuu Kyoutou Uta" (20 april 2005)
- "Kyozetsusareta Tsukue -Tandoku Gata Enban-" (17 juni 2005)
- "Fukai no Yami -Mayosake Gata Enban-" (14 september 2005)
- "Honnou Kaihou -Kakusei Gata Enban-" (30 november 2005)
- "Risei Kairan -Ranchou Gata Enban-" (30 november 2005)
- "Rei -Zero- -Mukei Gata Enban-" (5 april 2006)
- "Omae ni Sasageru Minikui Koe" (12 april 2006)
- "Volcano" (DVD-singel, 14 mars 2007)
- "Alive" (10 juni 2009)
- "Border" (5 augusti 2009)
- "Crying Rain" (7 oktober 2009)
- "Color" (7 juli 2010)
- "Inochi no Ki" (イノチノキ) (6 oktober 2010)

### Video
- "Crazy Crazy Crazy" (3 juni 2009)